# 細菌學
細菌學（英語：bacteriology），一個以研究細菌為主的學科，是微生物學的分支。主要的工作是辨認細菌、培養細菌、分類細菌種屬、找出細菌種屬的特徵。它跟微生物學，有時候會被人當成同義詞來使用。